# Langenbourg

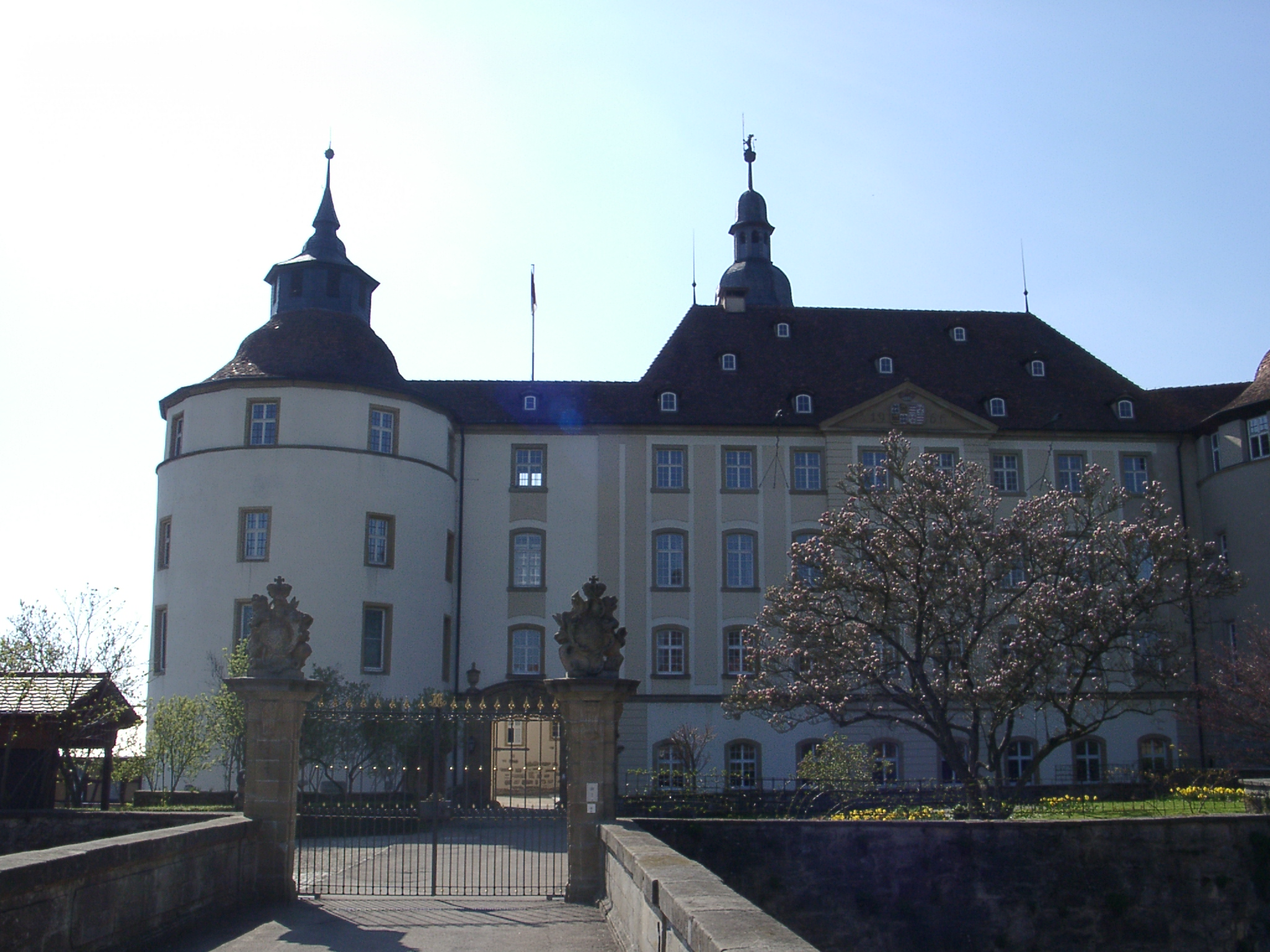
Entrée du château de Langenbourg

Langenbourg est une ville de Bade-Wurtemberg (Allemagne), située dans l'arrondissement de Schwäbisch Hall, dans la région de Heilbronn-Franconie, dans le district de Stuttgart. Elle est située sur une colline dominant la Jagst.

## Histoire
| Appartenances historiques Seigneurie d'Hohenlohe 1253-1450 Comté d'Hohenlohe 1450-1551 Comté d'Hohenlohe-Neuenstein 1551-1701 Comté d'Hohenlohe-Langenbourg 1701-1764 Principauté d'Hohenlohe-Langenbourg 1764-1806 Royaume de Wurtemberg 1806-1918 République de Weimar 1918-1933 Reich allemand 1933-1945 Allemagne occupée 1945-1949 Allemagne 1949-présent |

La ville s'est formée autour de son château, dont les premières mentions remontent à 1226. Les premiers seigneurs de Langenbourg semblent étroitement liés à la famille de Hohenlohe, si bien que quand ils s'éteignirent, les Hohenlohe en héritèrent, et Langenbourg passa pour plusieurs siècles dans le comté de Hohenlohe.
En 1568 devint la résidence des comtes d'Hohenlohe, et quand le comté fut divisé, la capitale du comté de Hohenlohe-Langenbourg.